# ネザーランド・ドワーフ

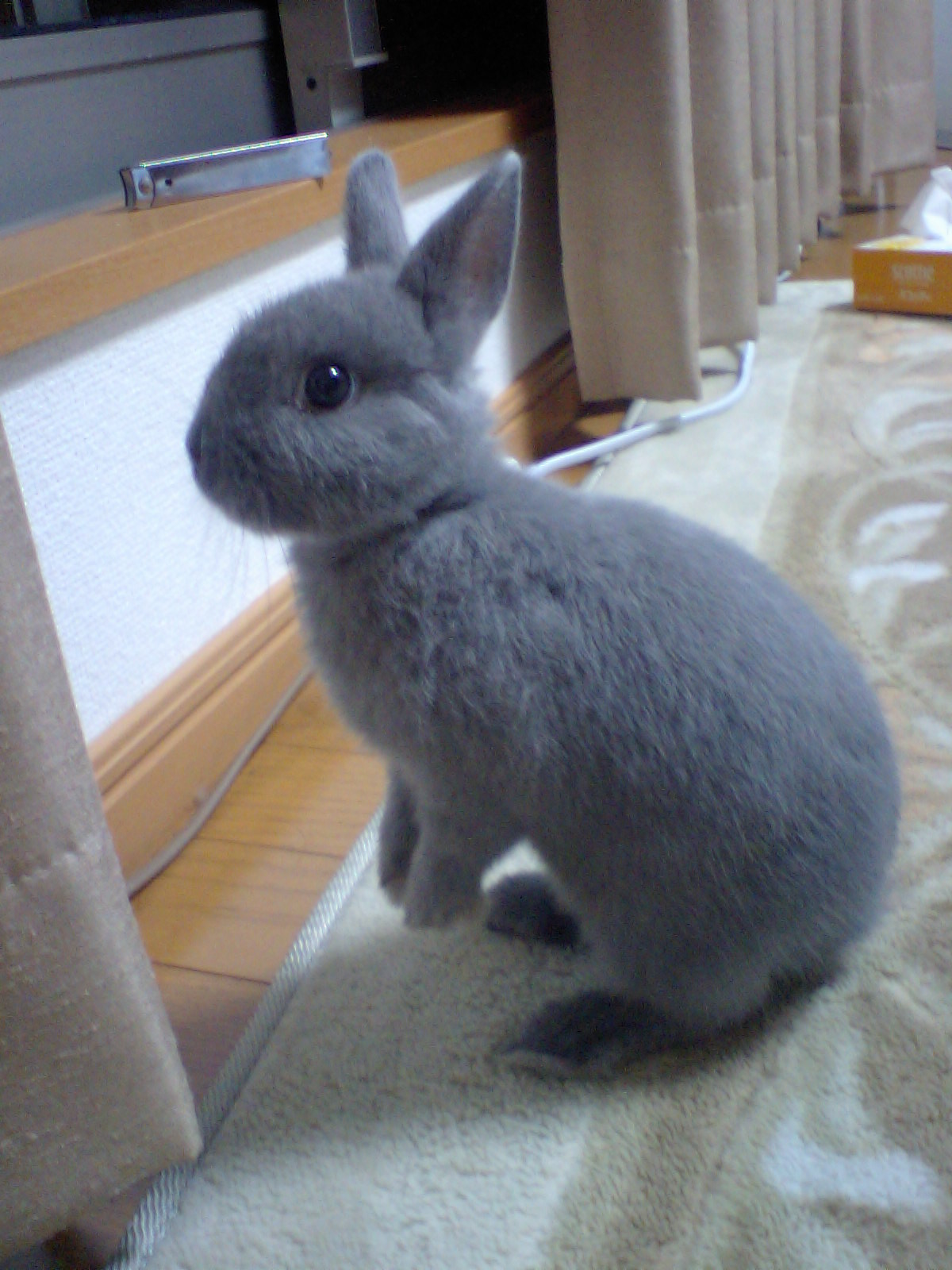
ネザーランド・ドワーフの成獣（ブルー）

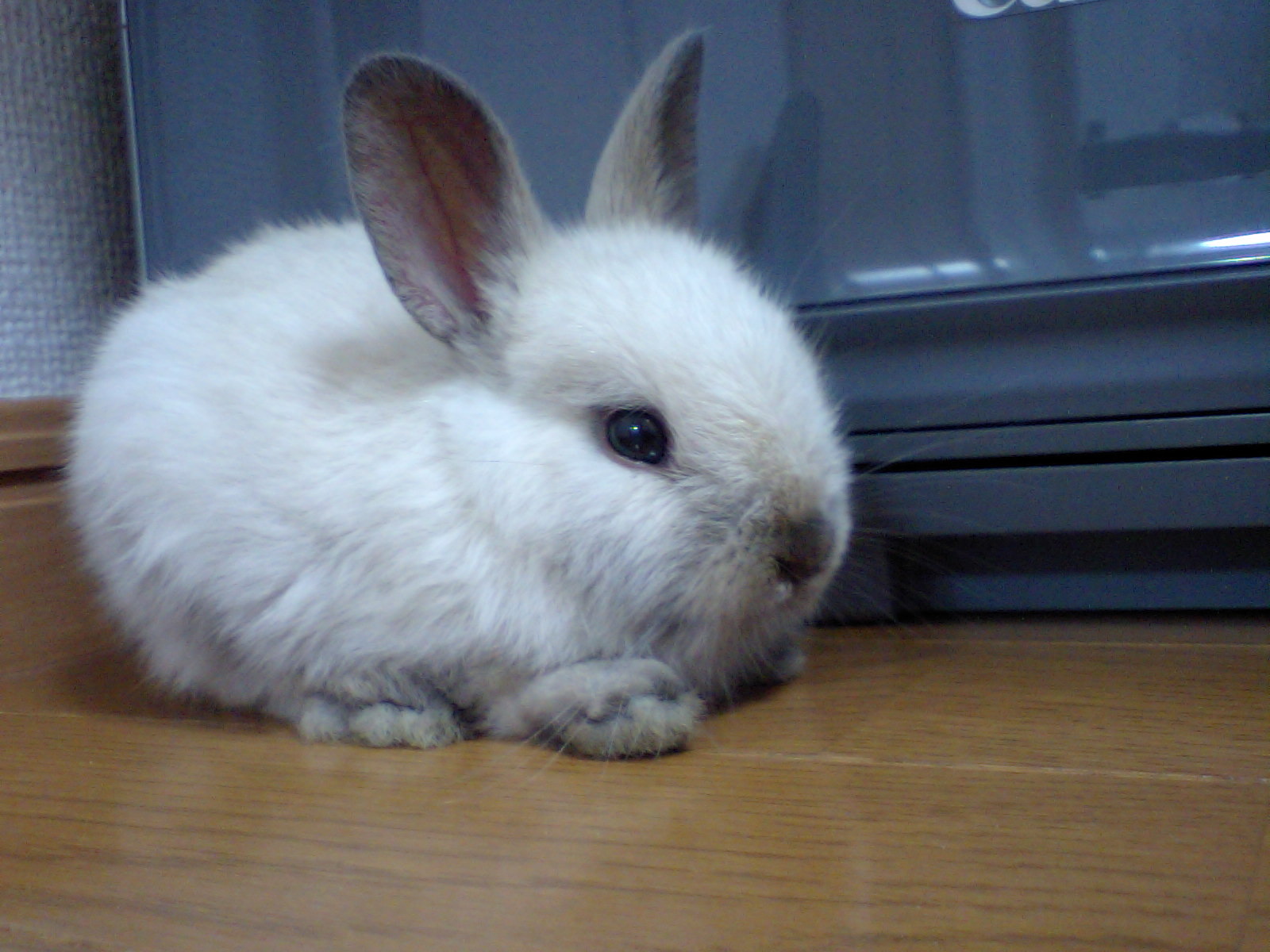
ネザーランド・ドワーフの幼獣（ヒマラヤン）

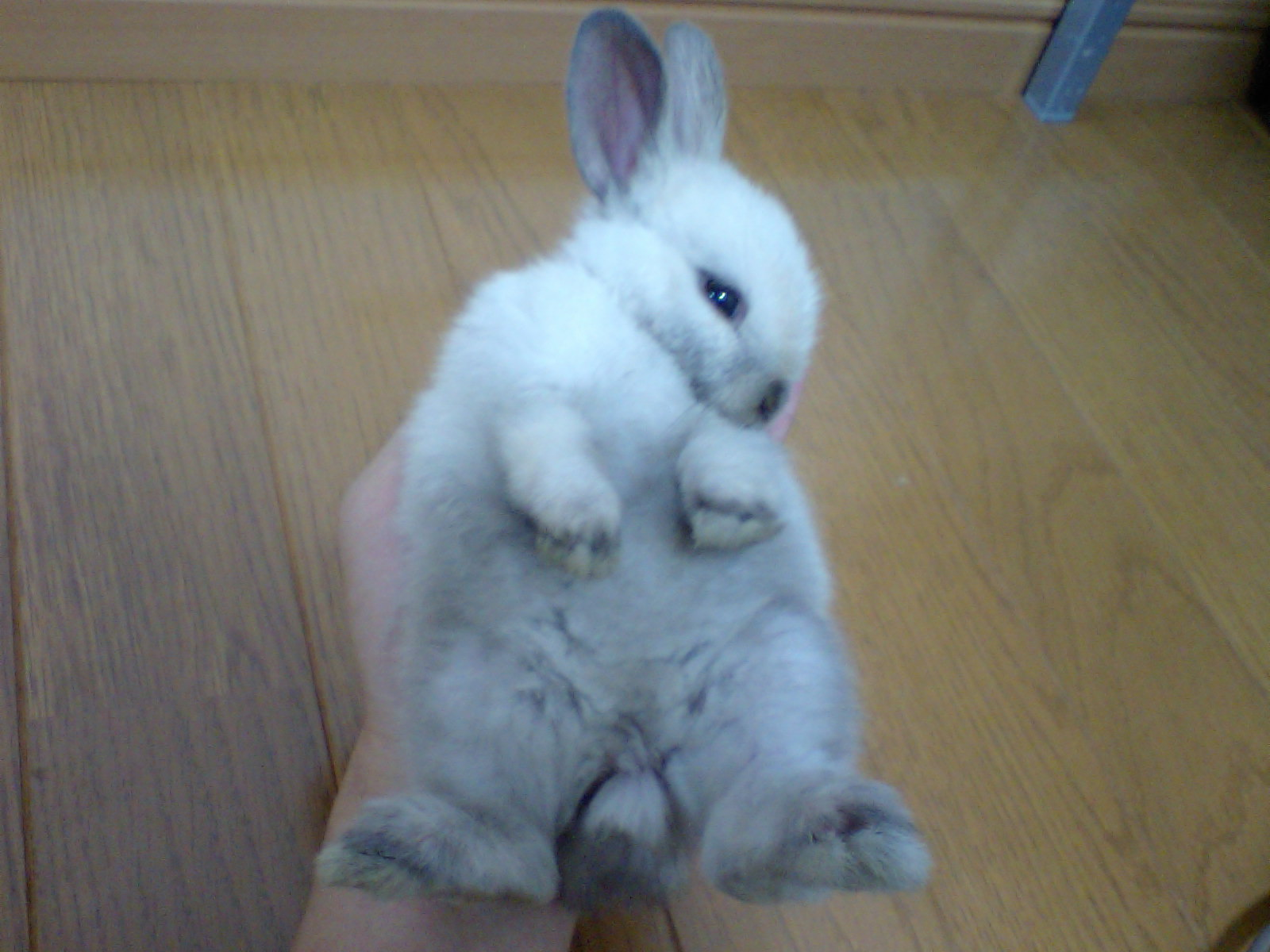
同個体の腹側

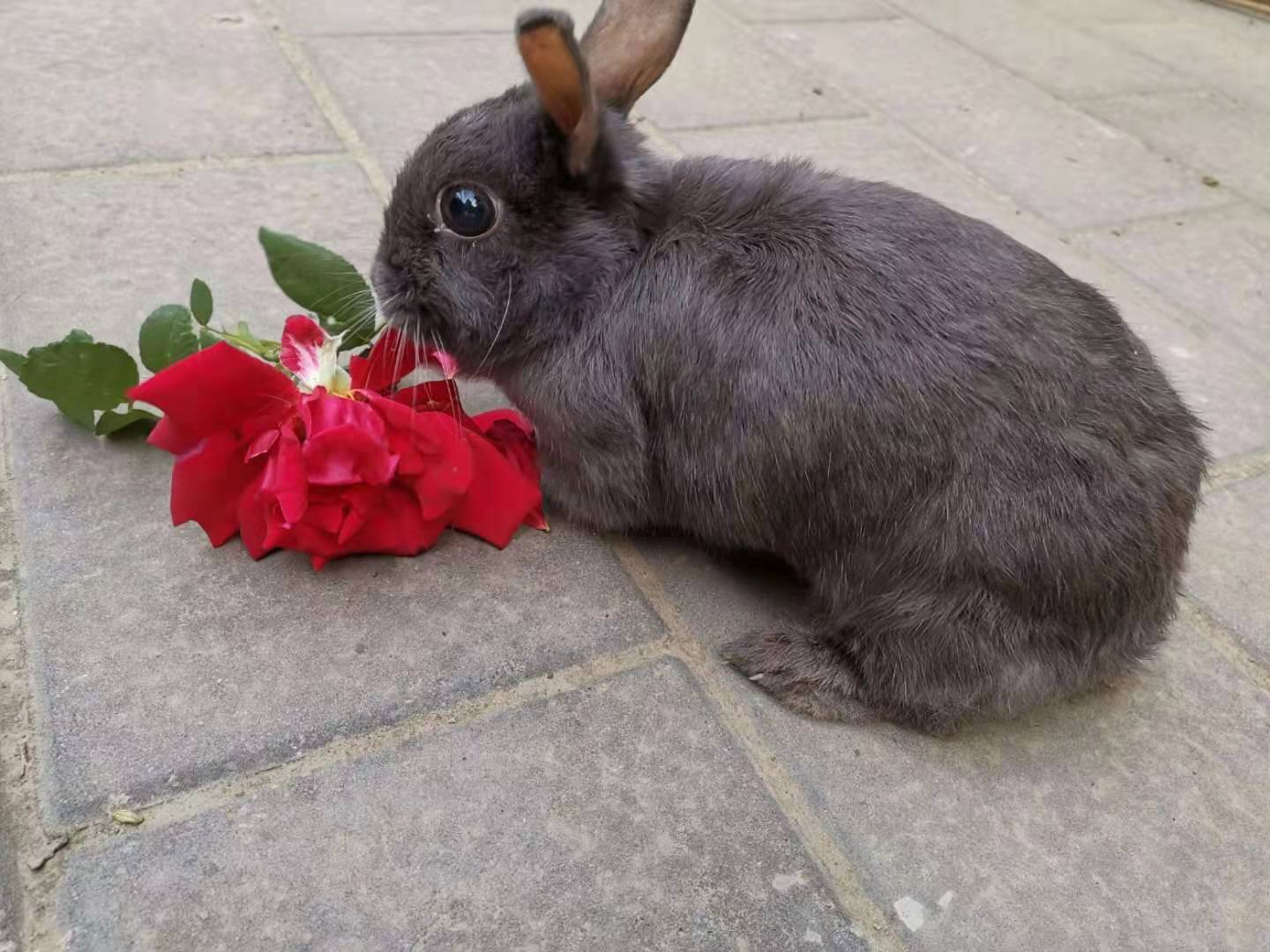
7歳のネザーランド・ドワーフ

ネザーランド・ドワーフ（英語: Netherland Dwarf rabbit）は、オランダに起源を持つカイウサギの一品種である。生物学上の分類ではウサギ科アナウサギ。
名称のネザーランド（Netherland）はオランダ（蘭: Nederland、ネーデルラント）のことで、「オランダの小型種（ドワーフ）」を意味する。

## 概要
カイウサギの中では小型のウサギで、体重は約0.8 - 1.2kgである。生物学上の分類となるアナウサギの中では、極端に耳が短く体も小型で、仔ウサギのような外見が特徴。ネザーランド・ドワーフは、ペットやラビットショー出展目的で飼われている。
アメリカのウサギのブリーダー・クラブの『スタンダード・パーフェクション』（プロポーションの規定）によると、理想体重は2lb(≓907g)、最大2.5lb(≓1134g)までとされる。しかし、これに当てはまらなくともウサギとしては何ら問題はない。
この種類のウサギは小さいため、一般的に毛皮や食肉用途に用いられることはない。
他の品種より小さいが活発な品種で、他のウサギ同様、動き回るのに十分なスペースを必要とする。

## 歴史
ネザーランド・ドワーフは20世紀初頭にオランダで作成された品種である。イギリス原産の小型で小耳のポーリッシュ（ポリッシュ）（Polish rabbit）種（体重 0.45–0.91 kg）と小型の野生アナウサギ種で交配され、数世代を経て多様な色のカイウサギとなった。イギリスには1948年に初めて輸入され、アメリカには1960年-1970年に初めて輸入された。
日本では、ピーターラビットのモデルとして紹介されることもあるが、実際のモデルは原作者ポター（1866-1943年）が飼っていた耳の長いアナウサギである。ネザーランド・ドワーフはポターの死後、1948年にイギリスに初めて輸入された。
この品種は1969年、アメリカン・ラビット・ブリーダーズ・アソシエーション（ARBA）に認定された。このARBAの認定は、英国基準を一部変更して使用している。
初期（1970年-1980年代）のドワーフ種は凶暴で、しばしば攻撃的性格をも持ち合わせた。小型化のために野生品種動物を交配に用いた結果でもあり、野生ウサギのような行動形態を持つためペットとしては不向きであった。その後数世代にわたる選択的な育種により、現在のネザーランド・ドワーフに見られるような、温和で、友好的なペットとして変化したが、大型のウサギよりエネルギッシュな性質を維持している。
驚きやすく、野生的で、人に懐きにくい場合もある。初期の品種改良による典型的な痕跡である。

## 外観
ネザーランド・ドワーフの頭と目は、体のプロポーションに反し大きく、耳は小さく立ち耳、頭頂部に位置する。そして、顔は丸く短い。コンパクトで丸い身体をしている。これらの特徴はネオテニー（幼形成熟）による。
交配種の場合は、純血種よりもいくらか大きくなる。　
純血品種には、様々な色が存在する。
ヒマラヤン、ブラック、ブルー、チョコレート、リラック、スモールパール、セーブルポイント、亀甲、チェストナット、シャムセーブル、オパール、リンクス、リス、チンチラ、カワウソ、褐色、シルバー テン、セーブル テン、スモークパール テン、オレンジ、鹿、鉄、碧眼ホワイト、ルビー眼ホワイトなど。

## 交雑品種
ペットショップでは、ネザーランド・ドワーフなどの品種と交配した雑種や派生種などをピーターラビットやミニウサギとして販売している。血統書付きの純血種より安価である。純血種より、一般的なアナウサギ種の顔型である面長になったり、大きくなったりする。
純血種の特徴とかけ離れた、耳が長く体が大きめの個体が「ネザーランド・ラビット」と表記し販売されることもある。

## ドワーフ種
ネザーランド・ドワーフ種と交配した小型「ドワーフ種」の品種。
ネザーランド・ドワーフ種と大型種のフレンチ・ロップを掛け合わせ派生した、垂れ耳のホーランド・ロップのホーランド（Holland、ホラント）も、オランダを意味する語（日本語の「オランダ」の語源。オランダ#国名を参照）で「オランダの垂れ耳種」を意味している。
その他に、ミニレッキス、ジャージー・ウーリーなどがいる。

## ペットとしてのネザーランド・ドワーフ
ネザーランド・ドワーフは前述のとおり人に懐きにくい場合もある。しかし、個体差はあるがペットとして愛情をもって飼育することにより、人に懐く。可愛がって飼育しているつもりだが懐いてくれないという場合は、夜行性であるネザーランド・ドワーフを昼間から構い過ぎていたり、飼育し始めたばかりで環境に慣れていないうちから過度なコミュニケーションを試みて警戒されてしまっている可能性が考えられる。
ネザーランド・ドワーフを室内で飼育する場合、毛の清掃に注意することが望ましい。ネザーランド・ドワーフの毛は非常に細く軽いため、空気中を浮遊してカーペットなどが毛だらけになってしまう。特に春と秋には毛の生え変わる時期であるため、こまめに掃除する必要がある。
ネザーランド・ドワーフの爪は3～4か月毎に手入れをしてあげなければ歩行に支障を来すため、飼い主自身で爪を切るか、もしくはトリミングサロンやペットショップなどで爪を切ってもらう必要がある。